# Cryptopenaeus brevirostris
Cryptopenaeus brevirostris är en kräftdjursart som beskrevs av Hayashi 1986. Cryptopenaeus brevirostris ingår i släktet Cryptopenaeus och familjen Solenoceridae. Inga underarter finns listade i Catalogue of Life.